# Budy-Grzybek
Budy-Grzybek – wieś sołecka w Polsce położona w województwie mazowieckim, w powiecie grodziskim, w gminie Jaktorów.
| SIMC    | Nazwa    | Rodzaj    |
| ------- | -------- | --------- |
| 0728411 | Kołaczek | część wsi |
| 0728428 | Maruna   | część wsi |

W latach 1975–1998 miejscowość administracyjnie należała do województwa skierniewickiego.